# Comte AC-11-V
Le Comte AC-11-V est un monoplan triplace suisse construit en 1931 par le constructeur d'avions Alfred Comte et destiné à la photographie aérienne et la cartographie. Le train d'atterrissage est classique et le moteur en étoile est un Armstrong Siddeley Lynx de 220 ch. 

## Conception et développement
La cabine fermée dispose de sièges côte à côte pour un pilote et un copilote (ou un spécialiste de la photographie cartographique). Pour permettre un accès facile à la cabine, le siège droit se replie sur le côté. Un autre siège mobile est monté sur des rails et parcourt toute la longueur de la cabine. Il peut être bloqué dans n'importe quelle position donnant accès aux fenêtres latérales. Une fenêtre est installée entre les sièges des pilotes pour permettre des relevés de dérive et une autre fenêtre au plancher à l'arrière de la cabine permet d'utiliser une caméra verticale. 

## Historique opérationnel
Commandé par la Direction des mensurations cadastrales et le Service topographique fédéral il est jugé moins apte à cette tâche que les deux Messerschmitt M 18 déjà utilisés. Transformé pour le transport de passagers il est vendu à la section lausannoise l'aéro-club Suisse. Pendant  la Seconde Guerre mondiale les M 18 ne suffisent plus à la tâche et l'avion est réquisitionné par les forces aériennes suisses. Il reçoit à cette occasion l'immatriculation militaire C-715. Rendu à l'aéroclub de Lausanne en 1945 il est ré-immatriculé HB-KIM.